# 伊姆赖
伊姆赖（法語：Ymeray，法語發音：[imʁɛ]）是法国厄尔-卢瓦省的一个市镇，位于该省东部偏北，属于沙特尔区。

## 地理
伊姆赖（48°30'34"N, 1°42'0"E）面积6.85 平方千米，位于法国中央-卢瓦尔河谷大区厄尔-卢瓦省，该省份为法国北部内陆省份，北起顺时针与厄尔省、伊夫林省、埃松省、卢瓦雷省、卢瓦-谢尔省、萨尔特省和奧恩省接壤。
与伊姆赖接壤的市镇（或旧市镇、城区）包括：巴约-阿默农维尔、尚瑟吕、加拉尔东、勒盖德隆格鲁瓦、欧诺-布勒里-圣桑福里安。

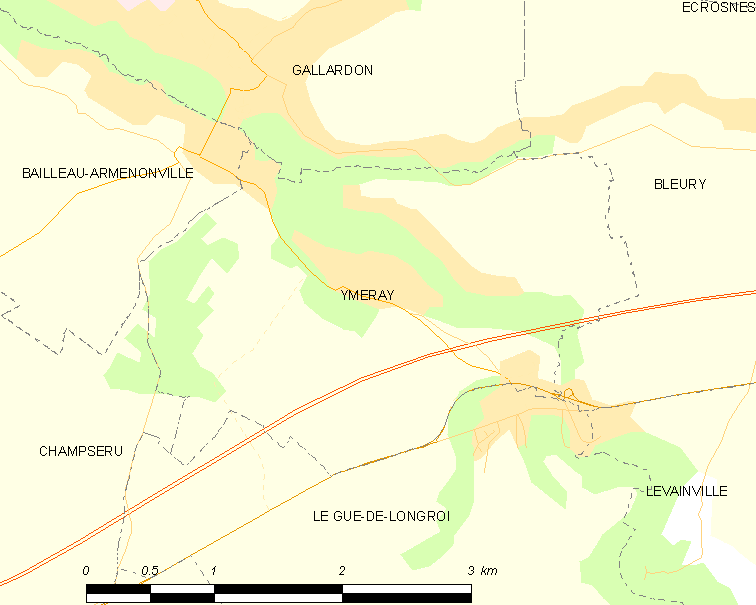
伊姆赖的OSM定位图

伊姆赖的时区为UTC+01:00、UTC+02:00（夏令时）。

## 行政
伊姆赖的邮政编码为28320，INSEE市镇编码为28425。

## 政治
伊姆赖所属的省级选区为欧诺县。

## 人口

1962-2008年间伊姆赖人口变化图示

伊姆赖于2022年1月1日时的人口数量为574人。